# Ольоте-Арита
Ольоте́-Арита́ (рос. Олёте-Арыта) — невеликий острів в Оленьоцькій затоці моря Лаптєвих. Територіально відноситься до Якутії, Росія.
Розташований в центрі затоки, в дельті річки Оленьок. Знаходиться між островами Ілін-Голуб-Тьорюр-Арита на заході, Окуоллах-Арита — на сході та Сюгюлдьор-Арита на півдні. Острів має видовжену форму, простягається з північного сходу на південний захід. Має 2 невеликих озера. З північного заходу оточений мілинами.
| Росія | Це незавершена стаття з географії Росії. Ви можете допомогти проєкту, виправивши або дописавши її. |